# Реакція Манту

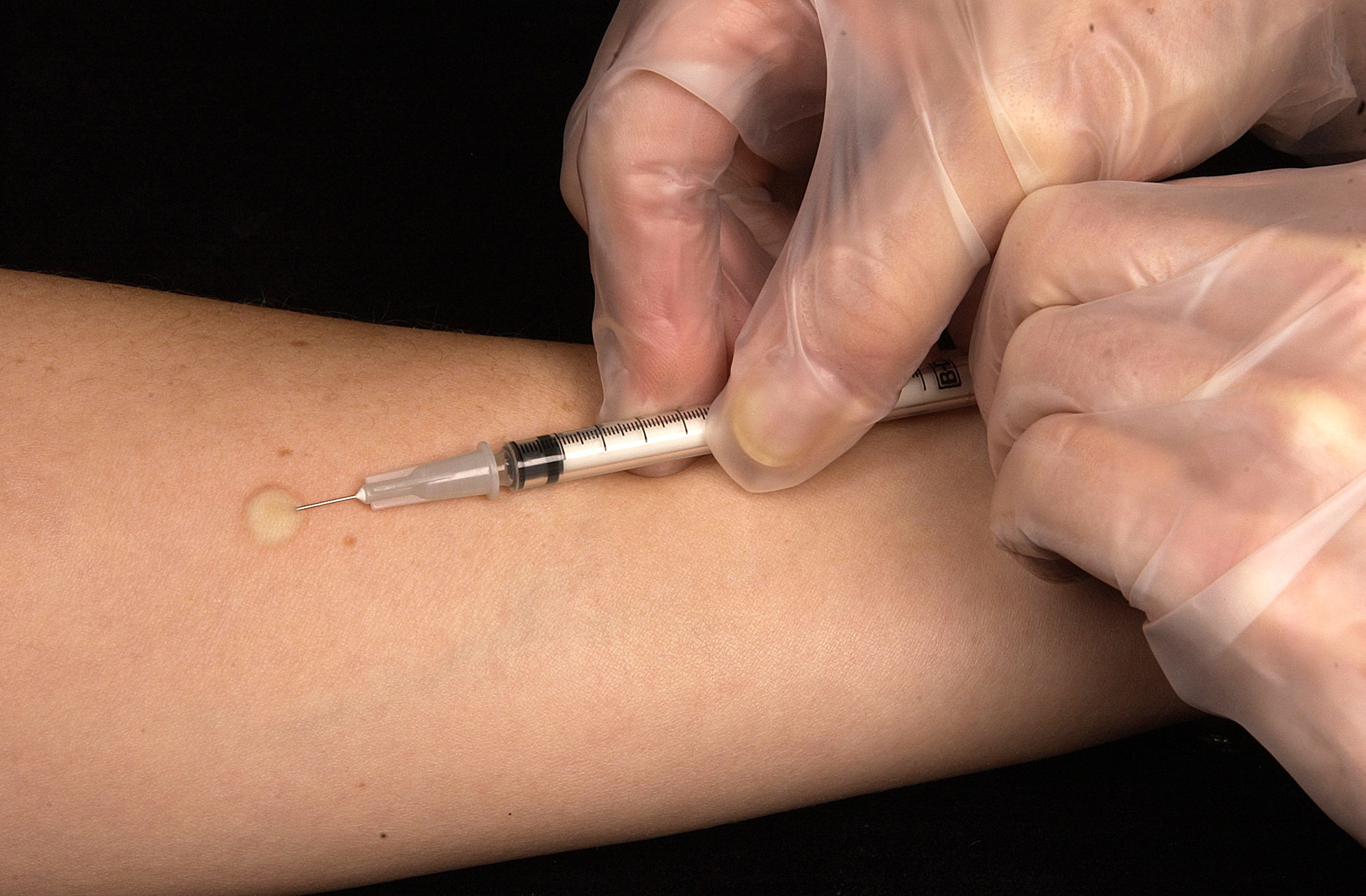
Техніка виконання тесту Манту

Тест Манту (один з тестів туберкулінодіагностики, англ. tuberculin skin-test, PPD test, також проба Манту, реакція Манту) — імунологічний діагностичний тест, внутрішньошкірне введення туберкуліну, що дозволяє виявити специфічну імунну відповідь організму. Наявність вираженої шкірної реакції (гіперемія), як правило, свідчить про наявність збудженого стану імунної системи, тобто організм активно взаємодіє зі збудником туберкульозу — паличкою Коха. Нашкірне введення туберкуліну лежить в основі проби Пірке, яку замінила проба Манту.
У місці введення препарату під шкіру виникає специфічне запалення (папула), викликане інфільтрацією Т-лімфоцитів — специфічних клітин крові, відповідальних за клітинний імунітет. Туберкулін ніби притягує до себе лімфоцити із розташованих поблизу кровоносних судин шкіри.
На малюнку зображена техніка виконання проби Манту (Mantoux test), названої на честь Шарля Манту: Внутрішньошкірно вводять 2 ОД (Одиниці дії) туберкуліну, оцінюючи через 3 дні характер імунної відповіді організму. Імунна відповідь виражається в розмірах папули, почервоніння. Трактування імунної відповіді проводиться медсестрою (навчального закладу, тубдиспансеру), в сумнівних випадках пацієнт показується лікарю.

## Протипоказання
Проба Манту протипоказана дітям і дорослим у випадках:
- певних шкірних захворювань
- гострих та хронічних інфекційних і соматичних захворювань у гострій стадії або загострення (проба Манту ставиться через 1 місяць після зникнення всіх клінічних симптомів або відразу після зняття карантину)
- алергічних стани (атопія в анамнезі, бронхіальна астма, атопічний дерматит)
- епілепсія